# Serge Feist
Serge Feist (3 de septiembre de 1944) es un deportista francés que compitió en judo. Ganó cuatro medallas en el Campeonato Europeo de Judo entre los años 1965 y 1969.

## Palmarés internacional
| Campeonato Europeo | Campeonato Europeo      | Campeonato Europeo | Campeonato Europeo |
| Año                | Lugar                   | Medalla            | Categoría          |
| ------------------ | ----------------------- | ------------------ | ------------------ |
| 1965               | Madrid (España)         | Medalla de bronce  | –63 kg (A)         |
| 1966               | Luxemburgo (Luxemburgo) | Medalla de bronce  | –63 kg             |
| 1968               | Lausana (Suiza)         | Medalla de bronce  | –63 kg             |
| 1969               | Ostende (Bélgica)       | Medalla de oro     | –63 kg             |